# Бернски пастирски пас
Бернски пастирски пас (нем: Berner Sennenhund) или бернски планински пас је врста пастирског пса који потиче из околине Берна у Швајцарској коју су римски освајачи донели пре 2.000 године.

## Историја
Врло стара пасмина, помиње се да је у римској војсци коришћен као борбени пас који је уносио немир у непријатељским редовима. Вековима је узгајан у пределу око Берна у подножју швајцарских Алпа, тачније око Бургдорфа. Коришћен је као пас чувар, гонич стоке и пас за вучу. По засеоку и кафани Durrbachler добио је и првобитно име - Durrbachler. Прве изложбе, односно боље рећи смотре, направљене су 1902, 1904. и 1907. Новембра месеца 1907., године неколико одгајивача из Бургдорфа сакупило је своје псе и под будним оком професора Алберта Хеима почео је контролисани узгој ове пасмине. Тада је и основан Schweizerische Durrbachklub. 10. априла 1910. године ту је одржана изложба на којој је било 107 паса. Раса је стандардизована, као по боји тако и по карактеру. Агресивни и плашљиви пси су избацивани из приплода тако да је добијен пас изузетно стабилног карактера.
Данас се бернски планински пас највише користи као породични пас, пас чувар, пас за вучу, пас спасилац из рушевина и лавина.

## Карактеристике

### Спољашњост
Изузетно снажан и атрактиван пас, јаког костура, медвеђе главе, дуге длаке, тробојан, врло покретан. Однос висине и дужине је 9:10, што значи да је више компактнији пас.

### Општи изглед
Глава је снажна, са средње дугом њушком. Очи су тамно-браон, бадемасте, а уши су троугласте, благо заобљене, високо усађене, средње велике, у мировању равно прилежуће. Тело је снажно и компактно, а леђа су чврста и равна. Реп је китњаст, допире најмање до скочног зглоба. Опуштен у мировању, у кретању лебди изнад леђа, или је ношен благо преко њих. Длака је дуга, равна или благо таласаста. Основна боја је сасвим црна, са сатенским браон-црвеним ознакама на образима, изнад очију, на све четири ноге и на грудима, и са белим ознакама: а) чисте, симетричне беле ознаке на глави, лиса не треба да се простире преко надочних ознака, а на њушци највише до угла усана; б) беле умерено широке ознаке на гуши и грудима; в) пожељне су беле шапе и бели врх репа; г) толерише се мала бела флека на потиљку и мала бела флека око чмара.

### Нарав
Бернски пастирски пас је привржен, интелигентан и опрезан пас. Такође су нежни, мирни и толерантни. Воле да проводе време са породицом и уживају када су укључени у породичне активности. Њихова импозантна величина је оно што их издваја, па је потребна рана дресура како би научили како да се понашају у кући и међу људима. Овај пас ће заштитити породицу, али углавном није агресиван. Могу бити резервисани према странцима и углавном стидљиви, тако да је битно штене ове пасмине излагати људима, животињама и ситуацијама.
Одличног темперамента, изузетно благ, добродушан, стрпљив, добро водљив, привржен породици посебно деци, пријатељски расположен према свим животињама у свом домаћинству које брижно чува. Сигуран у своју снагу. врло жесток у одбрани, али не спада у уједљиве пасмине. Радо извршава све поверене задатке, воли да буде од користи, лако се дресира. е спада у лајаве псе. Добро подноси хладноћу и може да спава на отвореном. Воли отворен простор и зато није примеран за урбане средине и држање у кући.
Али због благе нарави, лако се прилагоди и на другачије услове.

## Здравље
Пошто су првобитно кориштени као радни пси, овој пасмини је потребна умерена количина активности као и вежбе послушности. С обзиром да имају двоструко обложену длаку, потребно им редовно четкање. Потребно му је четкање сваких месец-два, са чешћим четкањем током сезоне лињања на прољеће и јесен.
Бернски планински пас је понекад склоним здравственим проблемима као што су Фон Вилебрандов синдром, хипомијелинација (синдром дрхтавог штенца), алергије, хипотиреодизам, хепатоцеребрална дегенерација и прогресивна атрофија ретине. Мање болести од којих ова паса може оболети јесу катаракта, субоартна стеноза, ентропија и ектропија. Озбиљније болести које погађају ову пасмину су дисплазија кука и лакта, торзија желуца и мастоцитом (тумор мастоцита). Потребно је обратити пажњу да не добије топлотни удар.
Спада у чврсте и издржљиве псе. Иначе има релативно кратак век. Просечан животни век бернског пастирског пса је од 6 до 10 година. Друге расе сличне величине, имају дужи век, преко 10 година. Болест од које најчешће оболијева је рак, али и реума је доста распрострањена.. Најдужи век једног Бернског планинца у Енглеској забележен је 2004. године, 15,2 године.
У САД и Канади, скоро половина Бернских планинских паса угине од рака. Исто тако имају високу смртност због мускулаторно-скелетних проблема. Артритис (посебно рамена), дисплазија кукова, проблеми са лигаментима нису ретки. Занимљиво је да се артритис код Бернског планинца појављује чак и кад је још млад, 4-5 година. Власници Бернског планинског пса у просеку три пута више ће пријавити мускулаторно-скелетне проблеме својих паса него власници других великих паса. Укратко, Бернски планински пас је нежног здравља тако да је потребно да му се обрати пуно пажње и неге.
| Старост Бернског планинског пса | 1  | 2  | 3  | 4  | 5  | 6  | 7  | 8  | 9  | 10 | 11  |
| Старост човјека                 | 14 | 22 | 31 | 40 | 49 | 58 | 67 | 76 | 85 | 94 | 100 |